# Jaroslav Lažanský
Jaroslav Lažanský (2. prosince 1923 Olomouc – 7. května 2017) byl český a československý novinář, redaktor ČTK. Za druhé světové války partyzán.
V době invaze vojsk Varšavské smlouvy dne 21. srpna 1968 jako noční redaktor ČTK odmítl splnit příkaz ředitele Miroslava Sulka a nevydal text, který měl ospravedlnit obsazení Československa armádami SSSR a dalších socialistických zemí.

## Život
Narodil se 2. prosince 1923 v Olomouci. Za druhé světové války byl totálně nasazen v Německu, uprchl a stal se členem 1. československé partyzánské brigády Jana Žižky.[zdroj?]
Do ČTK nastoupil v roce 1966 a kvůli tomu, že neodeslal zmíněný text a že nesouhlasil s vojenskou intervencí Varšavské smlouvy v Československu roce 1968 musel z ČTK odejít.[zdroj?]